# Harmadik sín

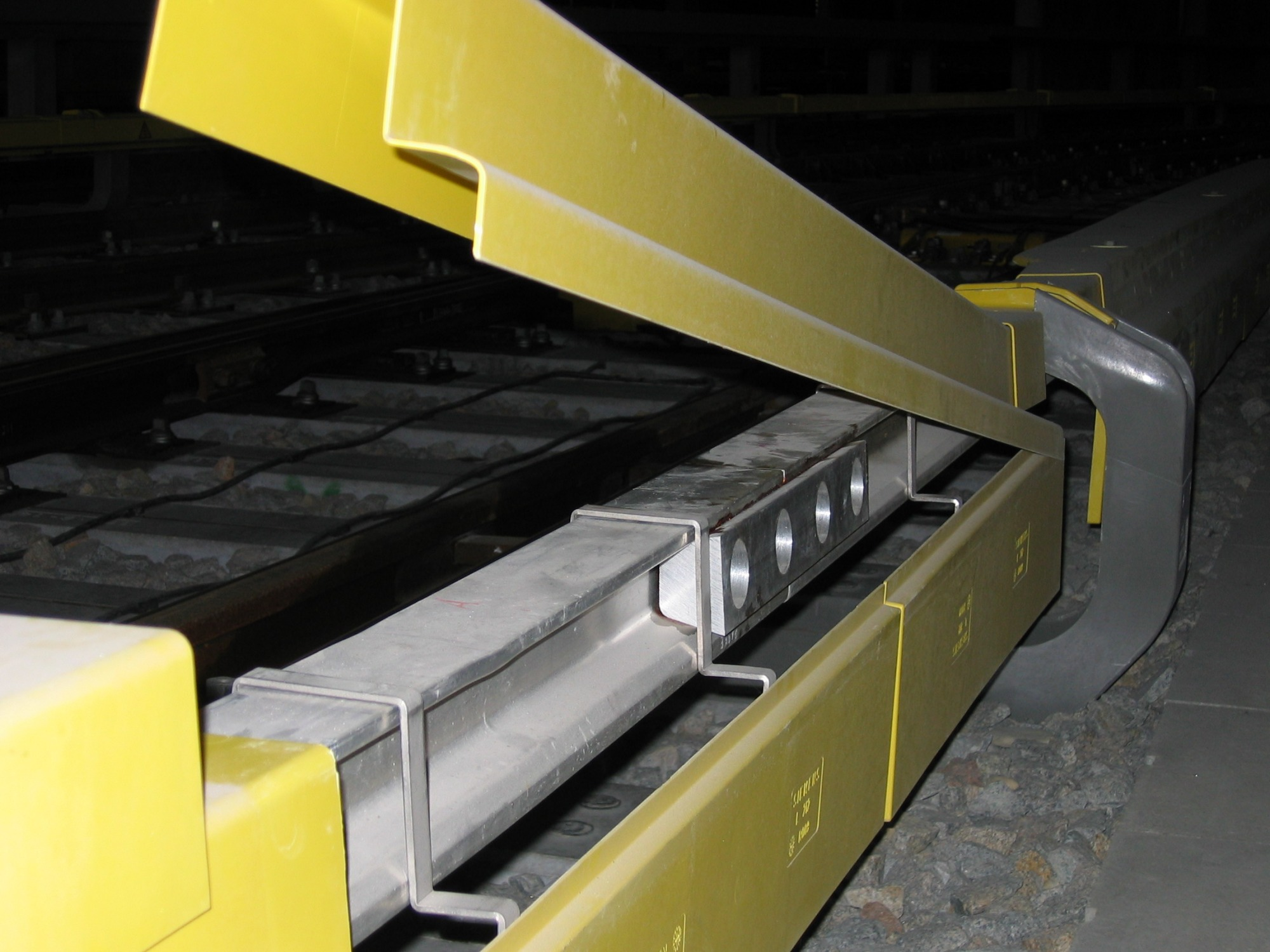
A harmadik sín

A harmadik sín – ahogy nevében is benne van – a hagyományos két sínszál mellett egy harmadik sínszál, amely a vonalon közlekedő vonatok elektromos ellátásáról gondoskodik. Általában a metróvonalakra jellemző, de külföldön egyes helyi érdekű vasútvonalakon is előfordul. Angliában az Eurostar szintén harmadik sínszálból kapja az energiát. Két fajtája jellemző: alsó és felső tapintású. Az alsó tapintású többek közt a prágai és bécsi metróra, a felső tapintású pedig például a New York-i metró vagy a budapesti metró hálózatára jellemző. Az alsó tapintású harmadik sín az egész vonalon egy szigeteléssel van ellátva felülről. A felső tapintásút általában csak az állomásokon és a felszíni szakaszokon látják el egy védőlemezzel, ezzel előzik meg az esetleges áramütéseket. Mindkét fajta porcelán vagy műanyag szigeteléssel érintkezik a talajjal.
Létezik még oldalsó tapintású rendszer is, amelyet pl. a párizsi metrónál alkalmaznak. A vonatok vagy a metrók egy különleges áramszedővel érintik a harmadik sínt. A legtöbb esetben a harmadik sín adja az áramot, és a visszavezetés az általános sínpárba történik, de a londoni metróhálózatnak különleges megoldása van: itt négy sínszál van, egy felső tapintású, elektromos áramot vezető és egy visszavezető sín.

## Galéria

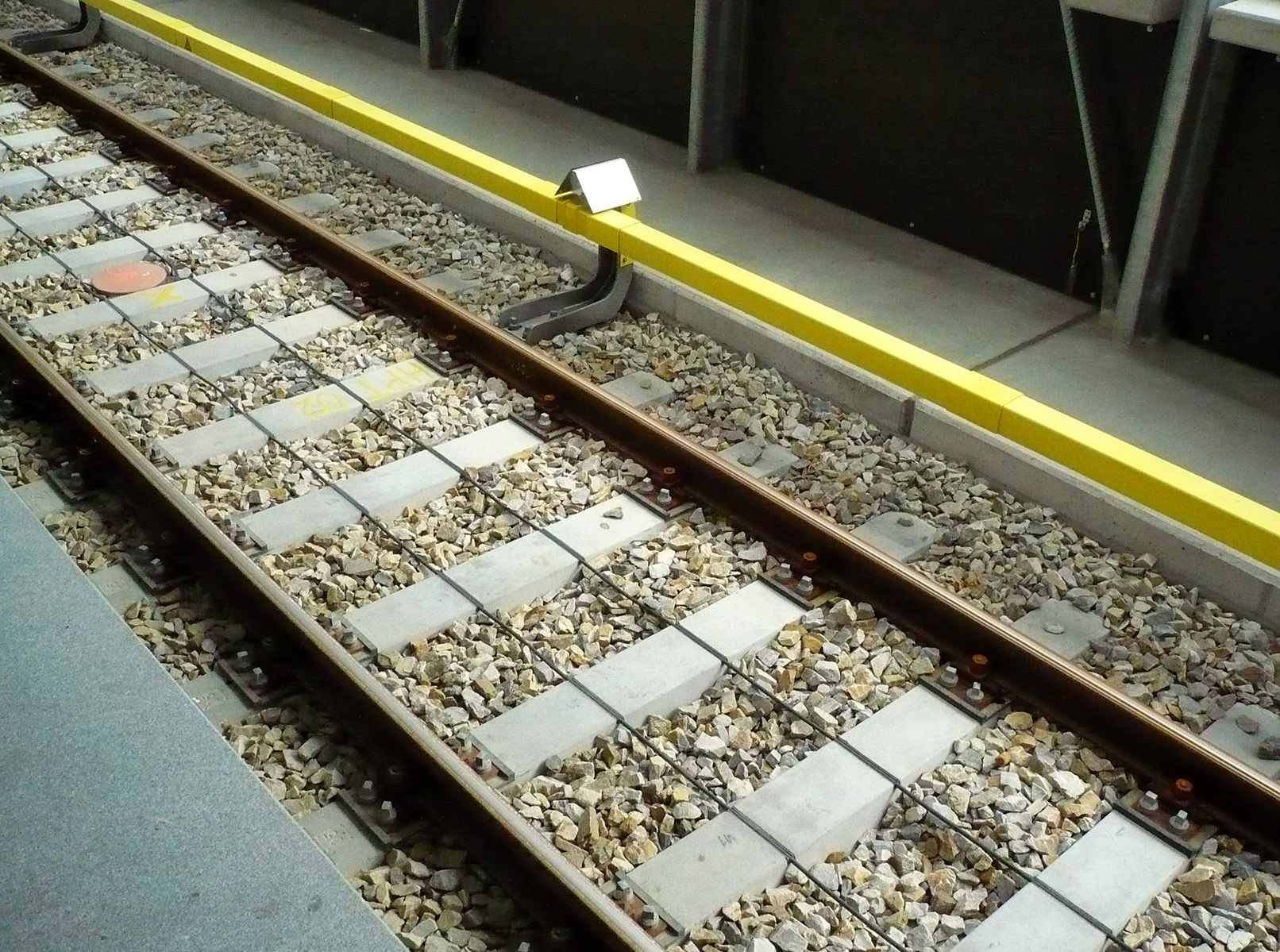
A hagyományos két sínszáltól jobbra látható a harmadik sín
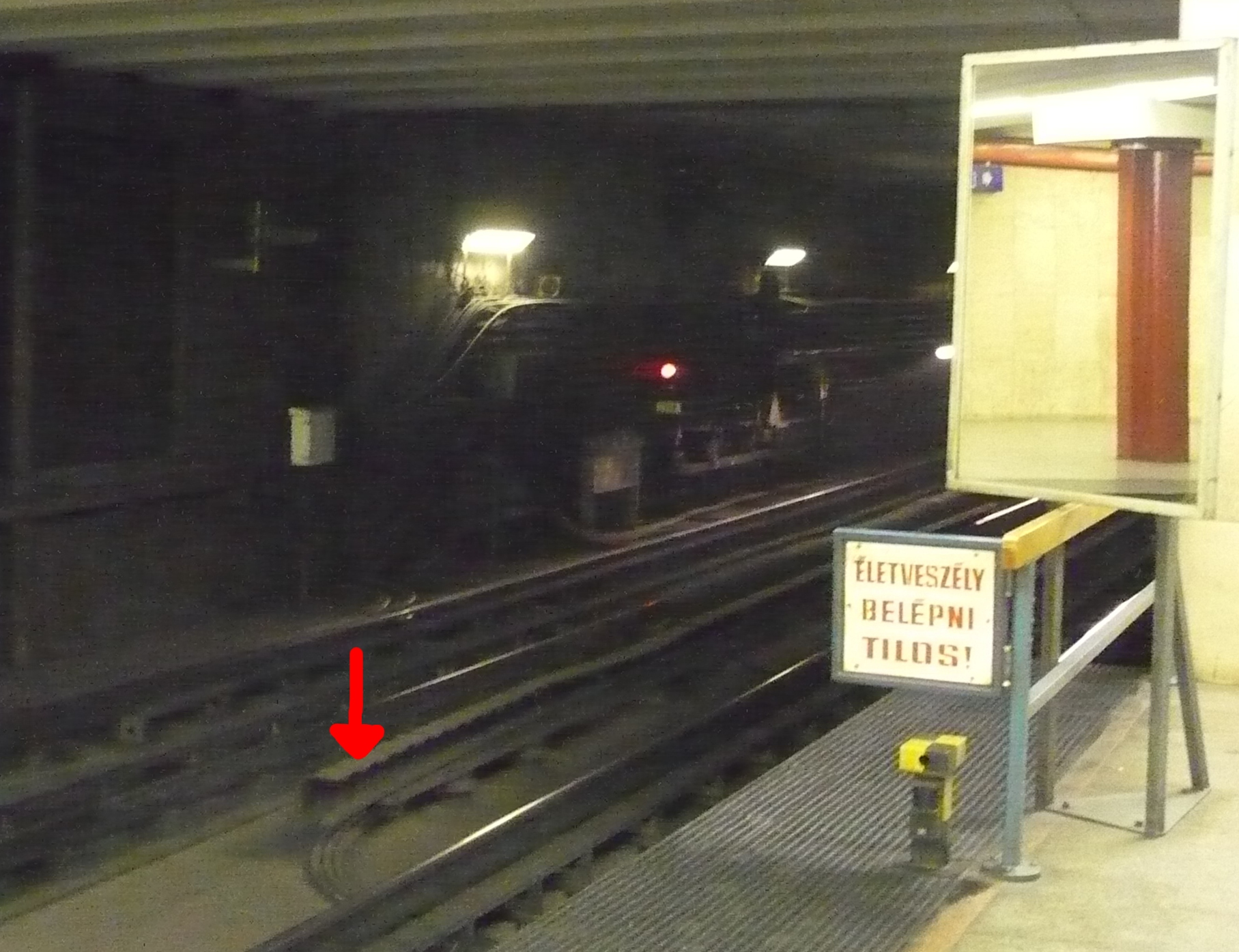
Harmadik sín a budapesti metróban. Az állomás elejénél vége van, és a másik oldalon, a peron alatt folytatódik
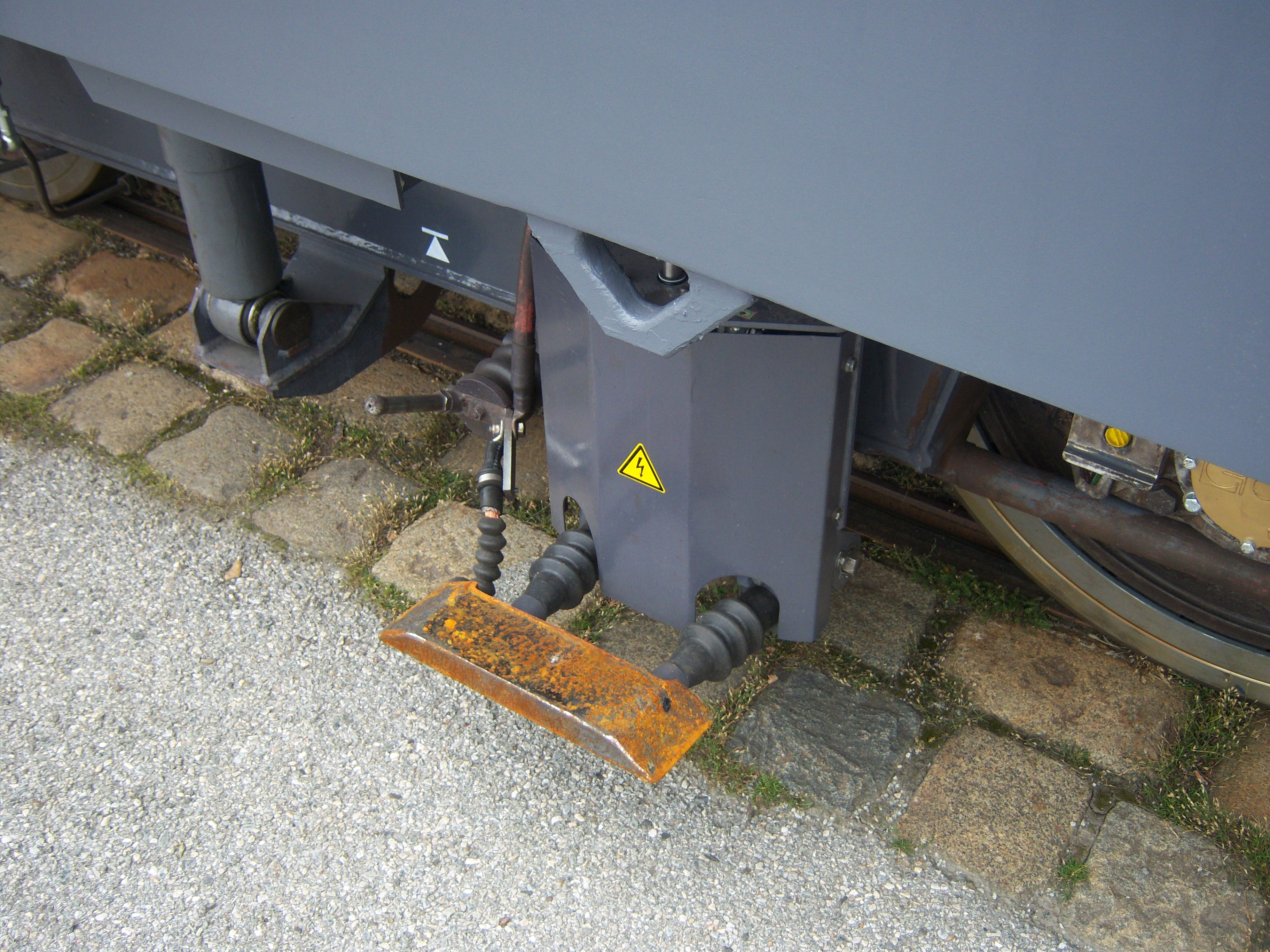
A metrókocsik egy ilyen áramszedővel kapcsolódnak hozzá a harmadik sínhez
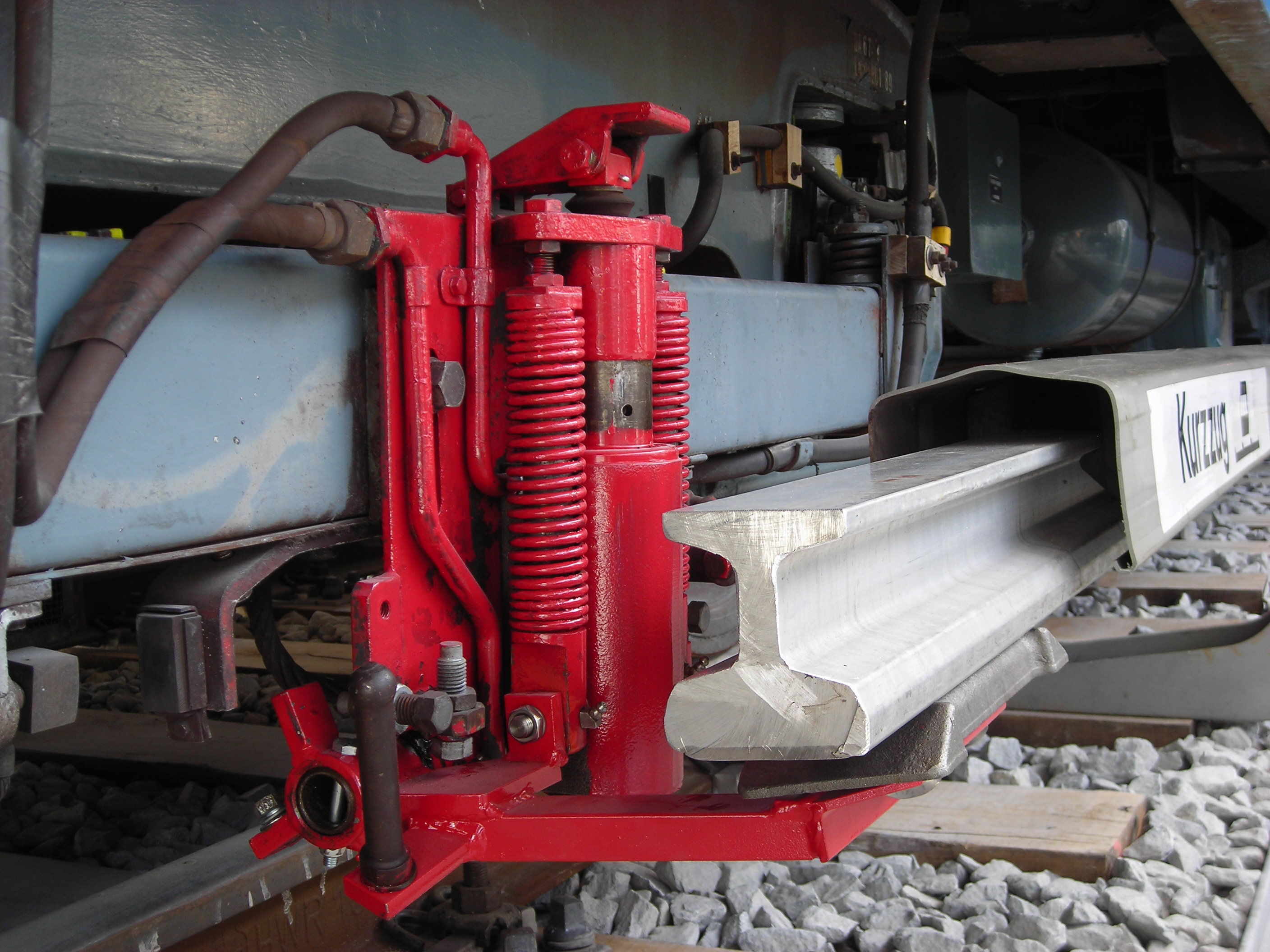
Alsó tapintású harmadik sín a müncheni metróban